# Очеретянка туамотуанська
Очеретя́нка туамотуанська (Acrocephalus atyphus) — вид горобцеподібних птахів родини очеретянкових (Acrocephalidae). Ендемік Французької Полінезії.

## Опис
Довжина птаха становить 18 см. Забарвлення існує в двох морфах: рудувато-коричневій і сірій. Нижня частина тіла світліша, над очима світлі "брови", через очі ідуть темні смуги. Очі темні, дзьоб чорний, знизу рожевий, лапи сірі. Виду не притаманний статевий диморфізм.

## Підвиди
Виділяють шість підвидів:
- A. a. atyphus (Wetmore, 1919) — атоли на північному заході Туамоту;
- A. a. eremus (Wetmore, 1919) — острів Макатеа[en];
- A. a. niauensis (Murphy & Mathews, 1929) — острів Ніау[en];
- A. a. palmarum (Murphy & Mathews, 1929) — острів Анаа[en];
- A. a. ravus (Wetmore, 1919) — острови на південному сході Туамоту;
- A. a. flavidus (Murphy & Mathews, 1929) — острів Напука.

## Поширення і екологія
Туамотуанські очеретянки є ендеміками островів Туамоту. Вони живуть в чагарникових заростях, лісах, садах і на плантаціях. Живляться комахами, павуками, равликами і дрібними хребетними. Розмножуються протягом всього року. Гніздо робиться з трави, гілочок, листя і кокосових волокон, підвішується в чагарниках або на дереві, на висоті від 1 до 10 м над землею. В кладці від 1 до 3 яєць. За пташенятами доглядають і самиці, і самці